# 링크솔루션
주식회사 링크솔루션(영어: LincSolution)은 대한민국의 3D 프린터 제조 기업으로, 한국공학대학교기술지주회사의 자회사이다.

## 역사 및 현황
2015년 6월 1일에 한국공학대 기계설계공학과 출신 최대표가 창업 지원 프로그램을 통해 설립하였으며, 2025년 6월 10일부로 코스닥 시장에 상장하였다.